# Costus guanaiensis
Costus guanaiensis là một loài thực vật có hoa trong họ Costaceae. Loài này được Rusby mô tả khoa học đầu tiên năm 1902.